# Bledar Gjeçaj
Bledar Gjeçaj (Scutari, 4 marzo 1970) è un ex cestista e allenatore di pallacanestro albanese.

## Carriera

### Giocatore
Giocatore e allenatore a più riprese del Vllaznia, con la squadra della sua città natale conquista 8 titoli nazionali.
Negli anni 2000 disputerà diversi campionati in Kosovo vincendo una storica coppa nazionale con il Bashkimi.
Con l'Albania prende parte al Torneo Europeo di Qualificazione Olimpica FIBA 1992 e nel 1997 partecipa ai Giochi del Mediterraneo.

## Palmarès

### Giocatore
- Campionati albanesi: 5

Vllaznia: 1989-90, 1992-93, 1996-97, 1997-98
- Coppa del Kosovo: 1

Bashkimi: 1998
- Supercoppe d'Albania: 1

Vllaznia: 1999

### Allenatore
- Campionati albanesi: 3

Vllaznia: 2013-14, 2014-15, 2015-16
- Coppe d'Albania: 2

Vllaznia: 2014, 2015